# 小川村
小川村（日语：／ Ogawa mura */?）是位于長野縣的一村。位于長野市與北安曇郡白馬村之中間。

## 历史

### 沿革
- 1889年4月1日 - 市町村制開始。稻丘村與瀨戶川村合併為北小川村。高府村與小根山村合併為南小川村。
- 1955年4月1日 - 北小川村與南小川村合併為小川村。

## 行政
- 村長：大日方 茂木（2006年4月10日開始）